# Hantum
Hantum (Friese uitspraak: [’hɔntm]) is een terpdorp in de gemeente Noardeast-Fryslân, in de Nederlandse provincie Friesland. Hantum ligt tussen Dokkum en Ternaard. Het dorp ligt aan de westkant van de Hantumervaart. De dorpen Hiaure, Hantum, Hantumeruitburen en Hantumhuizen worden samen ook wel de 4H-dorpen genoemd en vormen een gezamenlijke gemeenschap. In 2023 telde het dorp 390 inwoners.

## Geschiedenis
Het dorp is ontstaan op een terp die enkele eeuwen voor de christelijke jaartelling werd opgeworpen. De terp werd opgeworpen op een kwelderwal en is in laagjes opgebouwd. De terp is grotendeels afgegraven in de 19e eeuw. Over de betekenis van de naam bestaat onduidelijkheid. Mogelijk is de naam Hantum afgeleid van het Oudfriese Hiem fan Hante. In de middeleeuwen werd in elk geval al gesproken over Hanaten.
Tot 1984 behoorde Hantum tot de gemeente Westdongeradeel, daarna in de gemeente Dongeradeel, waarna deze in 2019 opging in de gemeente Noardeast-Fryslân.

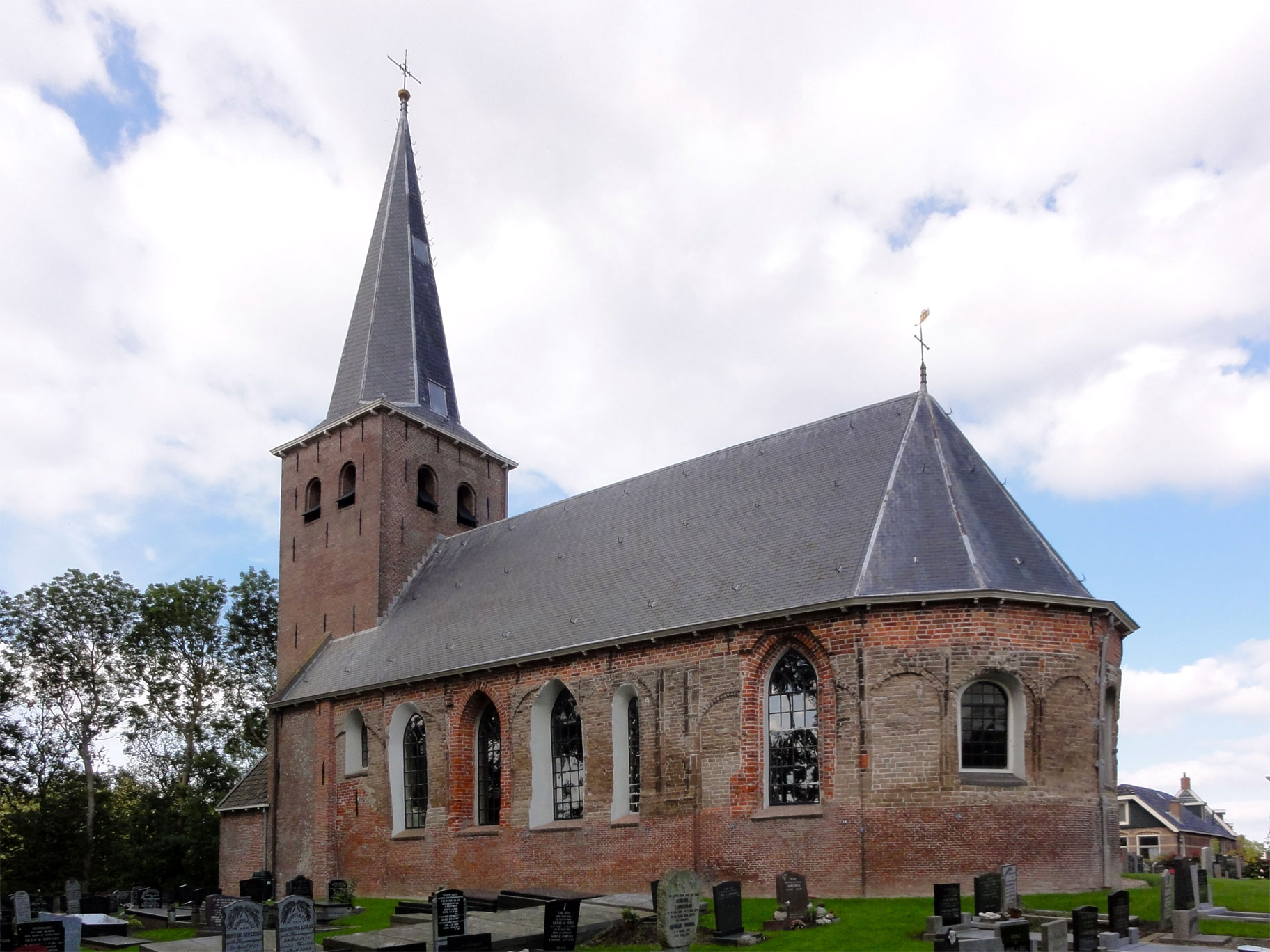
De Nicolaaskerk van Hantum anno 2010

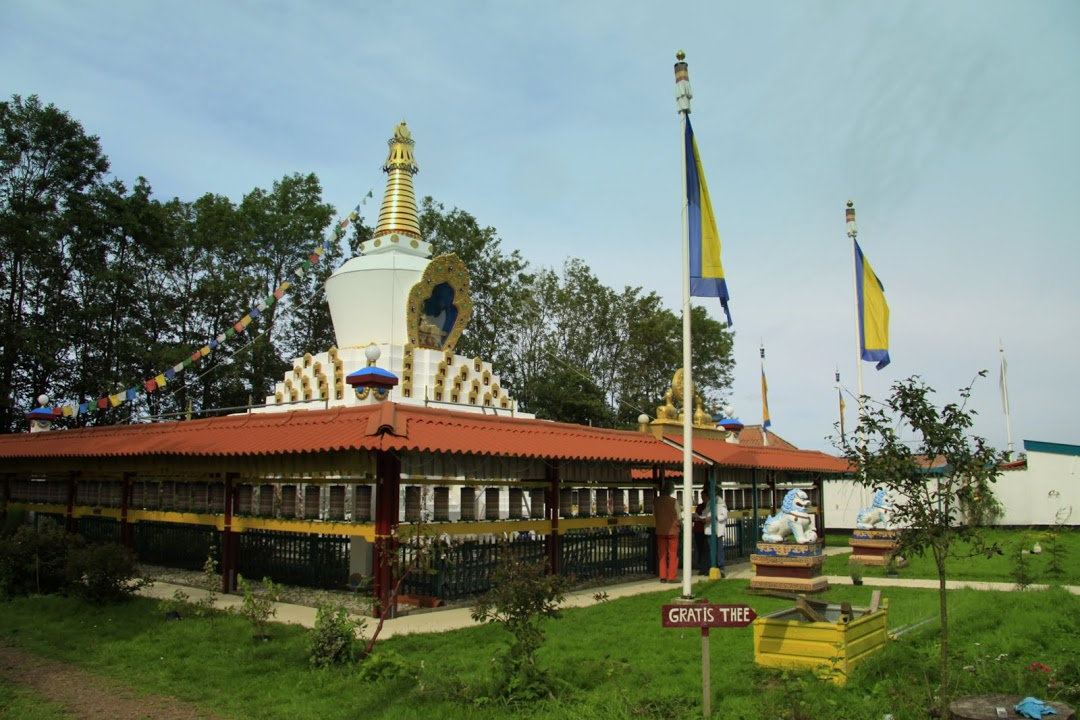
De stoepa

## Kerken
De kerk van het dorp is de romaanse Nicolaaskerk en dateert uit de 12e eeuw. Deze is gewijd aan Sint-Nicolaas en bezat een altaar dat in 1335 in opdracht van de Bisschop van Utrecht werd gesticht.
De andere kerk van het dorp was de Gereformeerde Kerk, maar deze staat in wat later de buurtschap Hantumerhoek werd, in het dorpsgebied van Hantumhuizen. De kerk werd in 1890 gebouwd en werd standaard als de Gereformeerde Kerk van Hantum geduid ondanks diens ligging. De laatste dienst was in 2007 waarna het verkocht is. De kerk werd daarna omgebouwd tot een woning.

## Stoepa
Het dorp Hantum is enigszins bekend vanwege de boeddhistische stoepa, Karma Deleg Chö Phel Ling geheten. De stoepa is gelegen even ten zuiden van het dorp aan de Hantumervaart. De stoepa werd in 1991 geopend en was toen de eerste van zijn soort in Nederland.

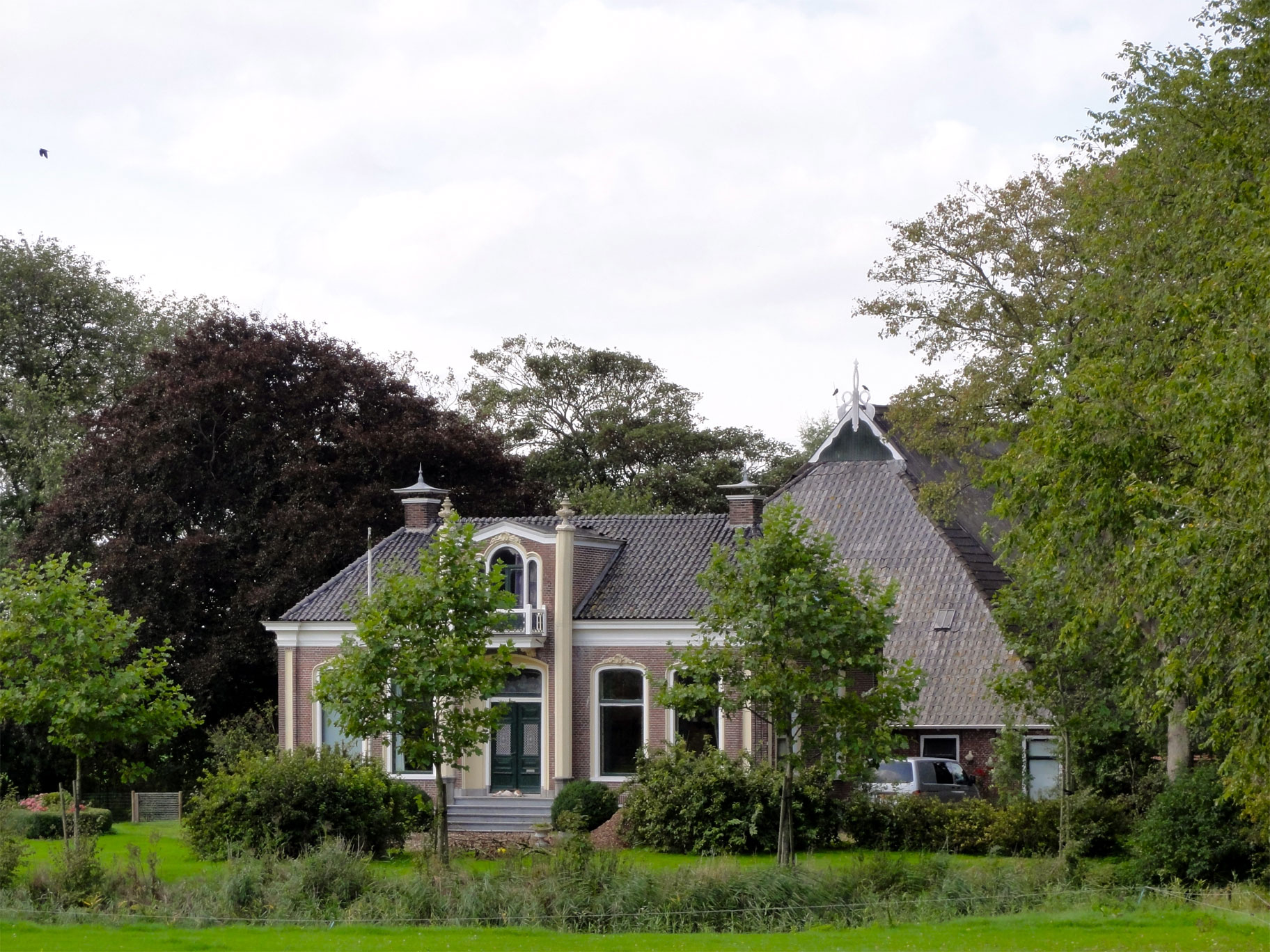
De Kinnema sathe in Hantum

## Boerderij
De Kinnema Sathe is een boerderij met dwarshuis uit 1877 aan de noordwest kant van het dorp. Het is een rijksmonument.

## Molen
De Hantumermolen is een uit 1880 daterende poldermolen, die even ten zuiden van het dorp aan de Hantumervaart staat. Een andere molen die er bij het dorp heeft gestaan was verdwenen De Rooseboom.

## Sport
In Hantum is een kaatsvereniging De Kletsers en een korfbalvereniging De Tinnen Leppel DTL.

## Cultuur
Het dorpshuis van de 4H-dorpen staat in Hantum en heet d'Ald Skoalle. In Hantum is een toneelvereniging It Hantumer Ploechje en een gezamenlijke zangkoor SOS Gelegenheidskoar Rûm Sop.

## Onderwijs
Het dorp is net als de andere 4H-dorpen voor het onderwijs aangewezen op de basisschool de Fjouwerhoeke in de buurtschap Hantumerhoek.

## Treinstation
In wat later de buurtschap Hantumerhoek is geworden stond vanaf 1901 een treinstation. Deze verkreeg de naam station Hantum. In 1940 stopte het reizigersvervoer en in 1960 werd het stationsgebouw afgebroken.

## Geboren in Hantum
- Antonius Brugmans (1732-1789), hoogleraar wijsbegeerte
- Harmen Kingma (1907-1977), verzetsstrijder
- Doeke Sijens (1955), schrijver en biograaf